# Franziskus Xaver von Salm-Reifferscheidt
Franziskus Xaver von Salm-Reifferscheidt (Viena, 1º de fevereiro de 1749 - Klagenfurt, 19 de abril de 1822) foi um cardeal do seculo XIX

## Biografia
Nasceu em Viena em 1º de fevereiro de 1749. Filho de Anton Joseph Franz Salm-Reifferscheidt-Raitz e Maria Anna von Rogendorf. Eles tiveram dez filhos. Seu sobrenome também está listado como Salm-Reifferscheidt-Krautheim.
Academia Militar Theresianum , Viena; Bildungsreisen ou viagens de estudo, 1769 (Alemanha, França, Itália e Inglaterra); estudou teologia em Roma. Recebeu o subdiaconato em 7 de maio de 1775; e o diaconato, 18 de junho de 1775, do Papa Pio VI.
Ordenado em 25 de agosto de 1775 pelo Papa Pio VI. Cânon dos capítulos da catedral de Olomouc de 1767, Salzburgo, Colônia e Estrasburgo. Auditor da Sagrada Rota Romana para a Alemanha em janeiro de 1780; prestou juramento em 23 de junho; soube da intenção de promovê-lo ao episcopado em 1782; renunciou ao cargo em 10 de abril de 1784.
Nomeado bispo príncipe de Gurk pelo imperador, 20 de novembro de 1783; confirmado por Hieronymous Joseph von Colloredo, arcebispo de Salzburgo, 1784; preconizada no consistório de 24 de julho de 1784. Consagrada, 9 de agosto de 1784, catedral metropolitana de Salzburgo, por Hieronymous Joseph von Colloredo, arcebispo de Salzburgo, auxiliado por von Ferdinand Christoph von Waldburg-Zeil-Trauchburg, bispo de Chiemsee, e por Vinzenz Joseph Franz de Sales von Schrattenbach, bispo de Lavant; tomou posse da sé em 16 de maio de 1785. Assistente no Trono Pontifício, em 8 de abril de 1800. Eleito membro da Accadenia di Religione Cattolica , Roma, em 1806.
Criado cardeal sacerdote no consistório de 23 de setembro de 1816; recebeu o barrete vermelho por breve data papal no dia seguinte; nunca recebeu o chapéu vermelho e o título.
Morreu em Klagenfurt em 19 de abril de 1822, após uma breve doença. Enterrado no castelo de Strassburg, Gurktal, Carintia, residência dos bispos de Gurk.